# Софі Мільє
Софі Мільє (фр. Sophie Milliet; нар. 2 листопада 1983, Марсель) — французька шахістка, міжнародний майстер (2009). Шестиразова чемпіонка Франції з шахів серед жінок (2003, 2008, 2009, 2011, 2016 та 2017).
Її рейтинг на березень 2020 року — 2389 (72-ге місце у світі, 4-те — серед шахісток Франції)
У складі збірної Франції учасник 5-ти Олімпіад (2004—2012), командного чемпіонату світу (2013) та 6-ти командних чемпіонатів Європи (2003—2013).
Виросла у французькому містечку Кастельно-ле-Лез, почала грати в шахи у віці чотирьох років. Ще до досягнення сімнадцятирічного віку її Рейтинг Ело мав значення понад 2100 очок. Вже у 2000 році, вона грала на першій дошці за команду французьких дівчат на Кубку Фабер у Дубліні та сприяла перемозі в цій події.
На змаганнях в Екс-ле-Бен у 2003 році вона показала свій найбільший прогрес, вигравши Чемпіонат Франції з шахів з результатом 9/11. Цей результат дозволив їй отримати звання Жіночого гросмейстера (WGM) того ж року. На змаганнях 2004 року вона наблизилась до повторення своїх попередніх успіхів, деякий час очолюючи змагання у Валь-д'Ізер і врешті посівши друге місце позаду Ельміри Скрипченко. Завдяки силі цього турніру вона набрала багато рейтингових балів.
У 2006 році вона посіла 3-тє місце на чемпіонаті Швейцарії в Ленцергайді. На міжнародному турнірі у Баку в 2007 році вона мала катастрофічний старт з трьома поразками, але закінчила з результатом 4/9 проти сильної опозиції. У По у 2008 році виграла свій другий титул чемпіона Франції, який зберегла наступного року в Німі.